# توافق موقت ژنو بر روی برنامه هسته‌ای ایران

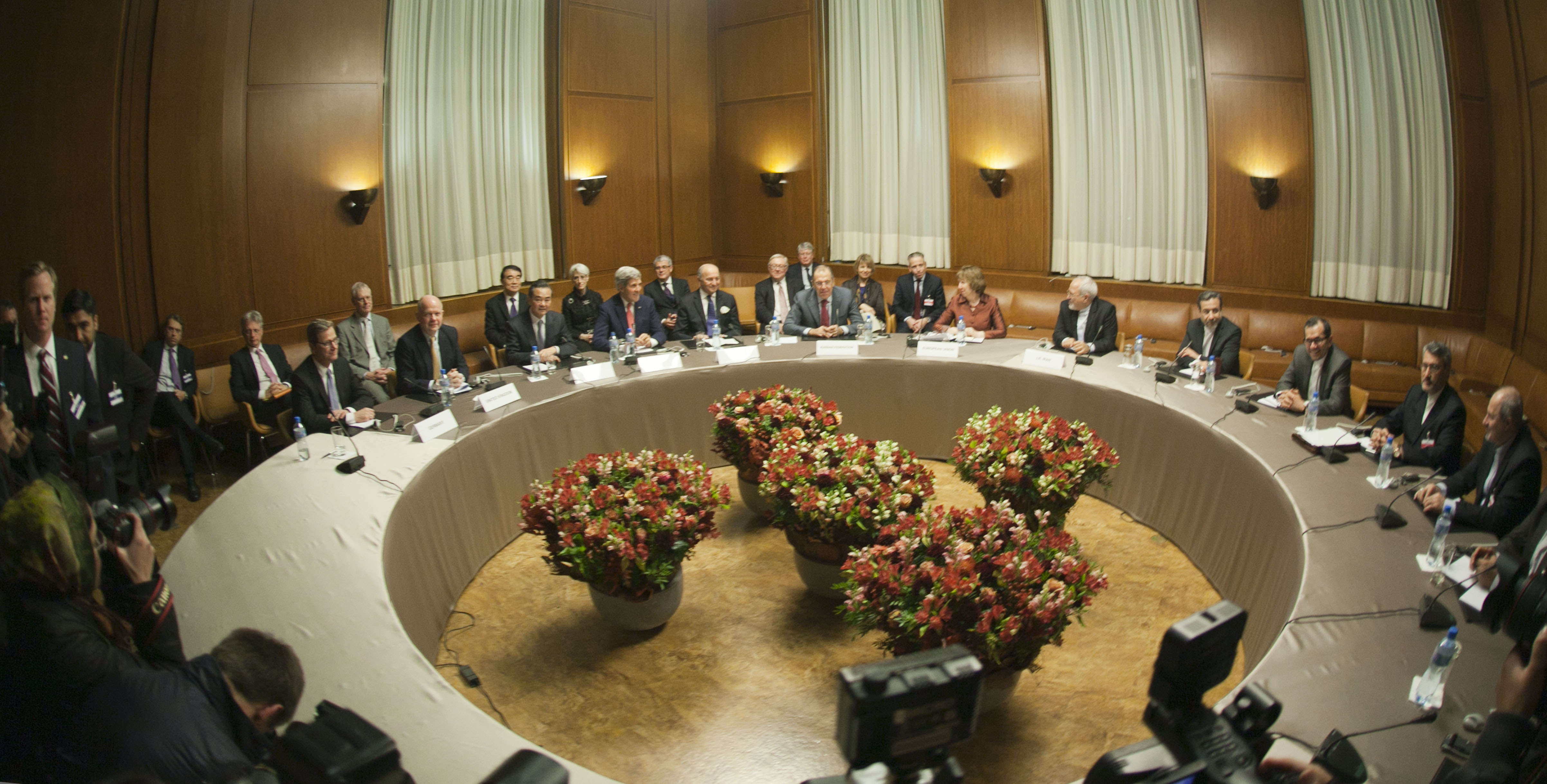
گروه ۵+۱ و مذاکره‌کنندگان ایرانی

توافق موقت ژنو بر روی برنامه هسته‌ای ایران (به انگلیسی: Geneva interim agreement on Iranian nuclear program) که به توافق هسته‌ای ژنو نیز معروف است، توافق‌نامه‌ای ۶ ماهه و قابل تمدید پیرامون برنامه هسته‌ای ایران است که در ۳ آذر ۱۳۹۲ (برابر با ۲۴ نوامبر ۲۰۱۳) میان جمهوری اسلامی ایران و گروه ۱+۵ (در متن سند: E۳/EU+۳) امضا شد.
بر اساس این توافقنامه که برای «رسیدن به یک راه‌حل جامع بلندمدت و مورد توافق طرفین» و با هدف «تضمین‌نمودن صلح‌آمیز بودن برنامه هسته‌ای ایران» امضا گردید، طرفین «به صورت داوطلبانه» متعهد می‌شوند تا اقدامات متقابلی را به عنوان گام اول یک راه‌حل جامع انجام دهند.
بنا بر این توافق، ایران برنامه هسته‌ای خود و غنی‌سازی اورانیوم را به شکلی محدود ادامه خواهد داد و نظارت آژانس بین‌المللی انرژی اتمی را بر تأسیسات خود تسهیل خواهد نمود. در عوض، طرف مقابل بخشی از تحریم‌های وضع‌شده علیه ایران را تعلیق می‌کند و از وضع تحریم‌های جدید اعم از بین‌المللی، چندجانبه و یک‌جانبه خودداری خواهد نمود.

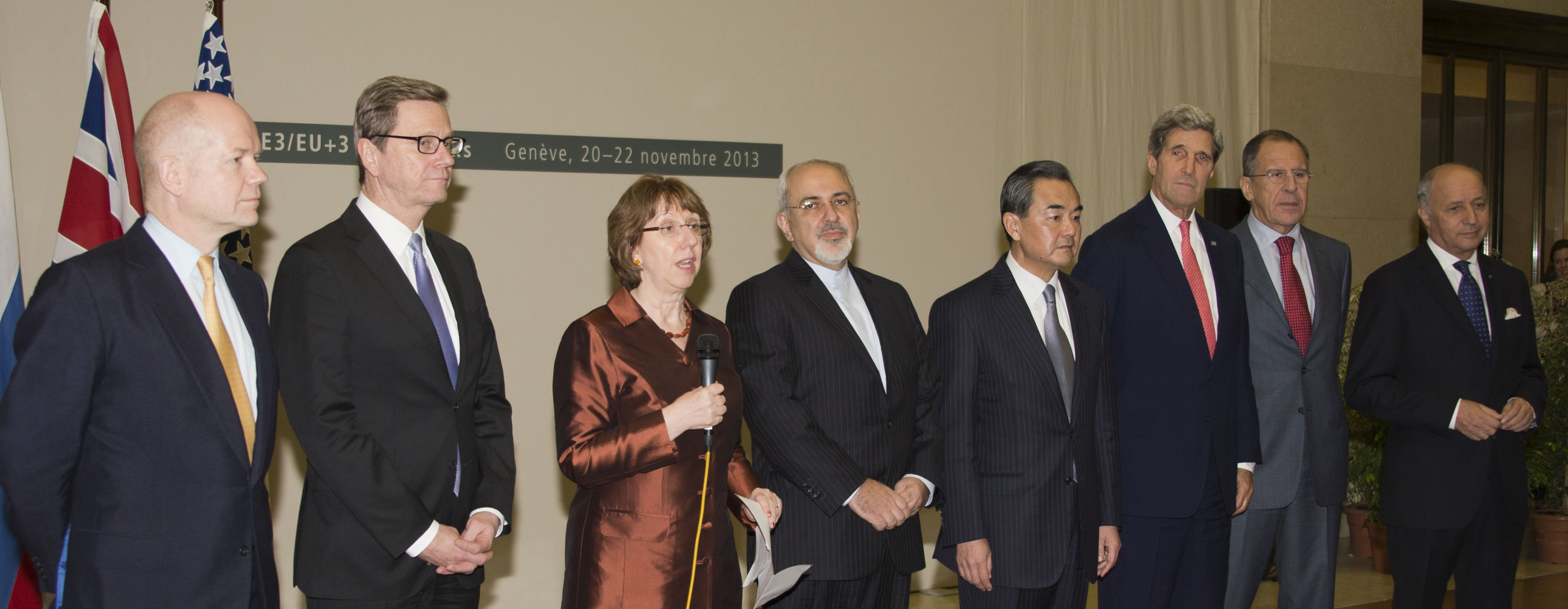
تصویری از لحظه اعلام رسمی توافق در مقر سازمان ملل متحد در ژنو، ساعت ۵:۱۳ صبح. کاترین اشتون در کنار نمایندگان دیگر کشورها، بیانیه مشترک آن‌ها را برای خبرنگاران می‌خواند. از راست: لوران فابیوس (فرانسه)، سرگی لاوروف (روسیه)، جان کری (آمریکا)، وانگ ئی (چین)، محمدجواد ظریف (ایران)، کاترین اشتون (اتحادیه اروپا)، گیدو وستروله (آلمان) و ویلیام هیگ (بریتانیا)

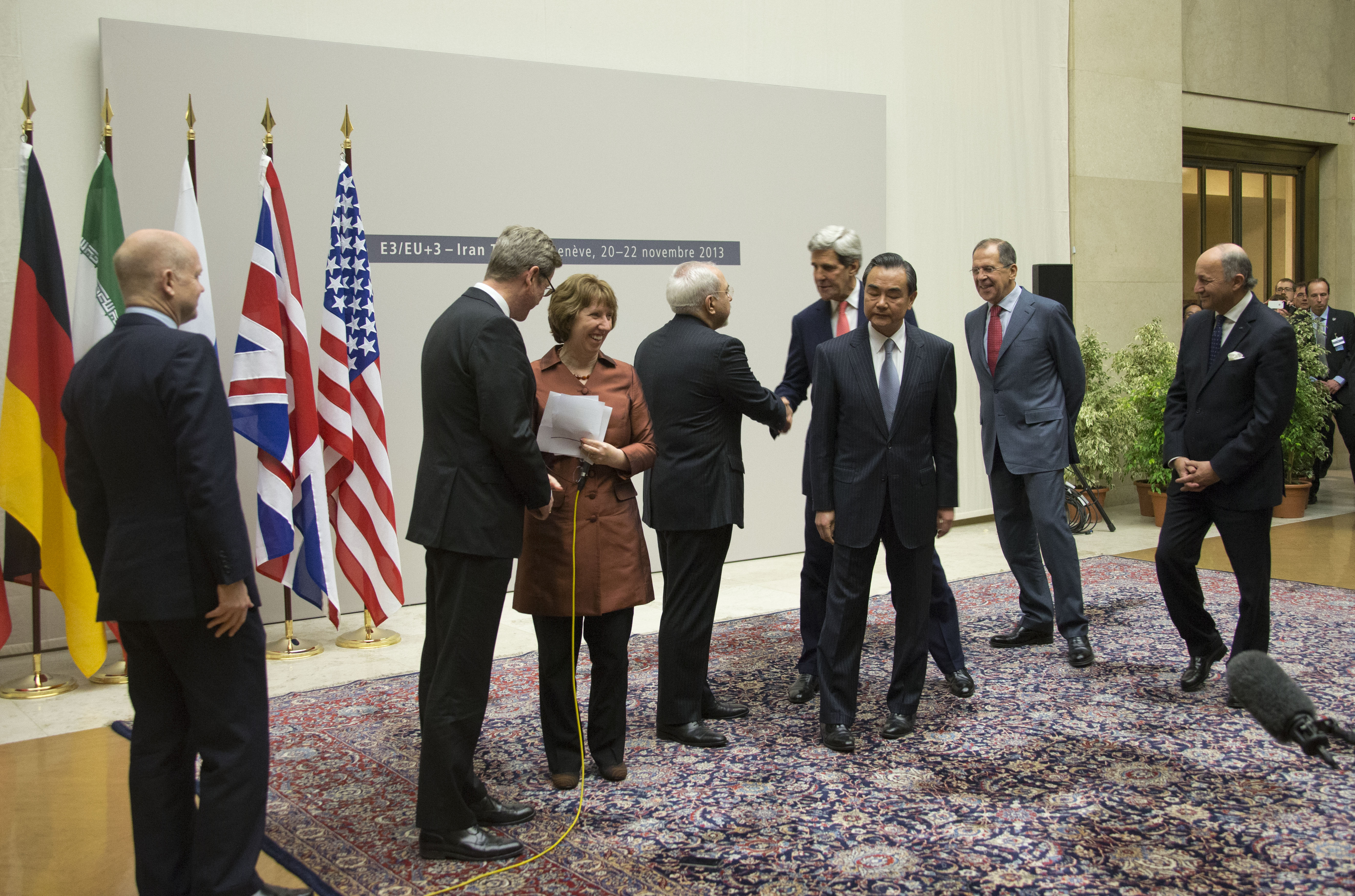
عکس یادگاری وزیران امور خارجه گروه ۱+۵ با ظریف پس از توافق

## پیش‌زمینه
پیش از شروع اولین دور از مذاکرات گروه ایرانی با نمایندگان گروه ۱+۵، نمایندگان حاضر در کمیسیون امنیت ملی و سیاست خارجی مجلس شورای اسلامی، درخواست حضور یک نفر از ایشان در تیم مذاکره‌کننده هسته‌ای را به منظور نظارت بر عملکرد وزیر امور خارجه مطرح کرده بودند که این درخواست با موافقت محمدجواد ظریف روبرو شد؛ اما از آنجا که حسن روحانی در مقام رئیس شورای عالی امنیت ملی با این درخواست مخالفت کرد، این خواسته محقق نشد.

## روند مذاکرات
این توافقنامه پس از مذاکرات چندجانبه فشرده‌ای که از ۴ روز پیش آغاز شده‌بود، در حدود ساعت ۳ صبح (به وقت محلی) در هتل اینترکنتیننتال ژنو سوئیس به سرانجام رسید.

## محتویات توافق‌نامه

### اقدامات گام نخست
| اقدامات داوطلبانه: ایران                                                                        | - عدم غنی‌سازی بیش از ۵٪ به مدت ۶ ماه - عدم بازفرآوری یا ساخت تأسیسات آن - عدم گسترش بیشتر تأسیسات هسته‌ای نطنز، فردو و رآکتور اراک - عدم ایجاد مراکز غنی‌سازی جدید - نیمی از اورانیوم ۲۰٪ برای تأمین سوخت رآکتور تحقیقاتی تهران به صورت اکسید ۲۰٪ و نیم دیگر آن به هگزافلوراید اورانیوم تا سقف ۵٪ رقیق شود - تبدیل هگزافلوراید اورانیوم جدیداً غنی‌شده تا ۵٪ به اورانیوم دی‌اکسید به مدت ۶ ماه |
| اقدامات داوطلبانه: ایران                                                                        | مرتبط با تسهیل نظارت‌های آژانس بین‌المللی انرژی اتمی: |
| اقدامات داوطلبانه: ایران                                                                        | - ارائه پرسشنامه فنی جدید رآکتور اراک به آژانس - گام برداشتن به سوی موافقت با انعقاد رهیافت پادمان آژانس در مورد رآکتور اراک - دادن دسترسی بازرسان آژانس به: - کارگاه‌های مونتاژ سانتریفیوژ - کارگاه‌های تولید روتور سانتریفیوژ و محل نگهداری آن‌ها - معادن اورانیوم و مراکز خالص‌سازی آن - ارائه اطلاعات مشخص به آژانس، شامل اطلاعات در خصوص طرح‌های تأسیسات، توصیف ساختمان‌ها در هر یک از مراکز هسته‌ای، توصیفی از سطح عملیاتی که در هر یک از مراکز مشخص انجام می‌شود، اطلاعات در خصوص معادن، تخلیص و منابع اولیه در مدت ۳ ماه از شروع قرارداد - دسترسی روزانه بازرسان آژانس به نطنز و فردو با هدف بررسی فایل‌های ضبط شده دوربین‌ها در مواقعی که برای بازرسی دوره‌ای (DIV ،IIV ،PIV) و بازرسی‌های سرزده در این مراکز حضور ندارند |
| اقدامات داوطلبانه: اتحادیه اروپا آمریکا روسیه چین بریتانیا فرانسه آلمان                         | - عدم وضع تحریم‌های جدید توسط شورای امنیت سازمان ملل متحد - عدم وضع تحریم‌های یک‌جانبه جدید توسط اتحادیه اروپا - عدم وضع تحریم‌های یک‌جانبه جدید توسط آمریکا (در چارچوب اختیارات رئیس‌جمهور و کنگره) - تعلیق تحریم‌های اتحادیه اروپا و آمریکا بر: - طلا و فلزهای گران‌بها و خدمات وابسته - صادرات صنایع پتروشیمی ایران و خدمات وابسته - تعلیق تحریم‌های آمریکا بر صنعت خودروسازی ایران و خدمات وابسته - توقف جلوگیری از فروش نفت خام ایران و اجازه به مشتریان برای ادامه خرید میزان کنونی و بازگشت میزان مشخصی از مبالغ عواید فروش نفت به ایران به همراه تعلیق تحریم‌های اتحادیه اروپا و آمریکا بر بیمه و خدمات حمل‌ونقل نفت - صدور مجوز تأمین و نصب قطعات یدکی برای ایمنی پرواز هواپیماهای غیرنظامی ایران (مانند هواپیمایی هما و دیگر هواپیمایی‌های تحریم‌نشده ایران) و گواهی تعمیر و بازرسی ایمنی و خدمات وابسته در ایران - افزایش آستانه صدور مجوز اتحادیه اروپا برای تبادلات تجاری موارد غیرتحریمی تا مبلغ تعیین‌شده - ایجاد یک کانال مالی برای تسهیل تجارت موارد نیازهای انسان‌دوستانه داخل ایران با استفاده از عواید فروش نفت در خارج ایران. این تعریف امور انسان‌دوستانه شامل غذا و محصولات کشاورزی، دارو، تجهیزات درمانی و مخارج پزشکی بیماران تحت درمان در خارج ایران است و کانال مالی شامل بانک‌های ایرانی تحریم‌نشده و بانک‌های خارجی مشخص است. - نقل‌وانتقال‌های پرداخت تعهدات ایران به سازمان ملل متحد - پرداخت مستقیم شهریه دانشجویان ایرانی در خارج کشور به دانشگاه‌ها تا مبلغ توافق‌شده به مدت ۶ ماه |
| منبع: متن اصلی توافق‌نامه در وبسایت اتحادیه اروپا و ترجمه فارسی در وبسایت وزارت امور خارجه ایران | |

## واکنش‌ها

### داخلی
این توافق با طیف گسترده‌ای از حمایت‌های مردمی و شخصیت‌های مذهبی و سیاسی ایران روبرو شد اما برخی سیاستمداران محافظه‌کار که از آن‌ها با عنوان «افراطیون» نیز نام برده می‌شود و غالباً نمایندگان مجلس شورای اسلامی هستند، به دلایل مختلف با این توافق مخالفت ورزیدند و سعی در مانع‌تراشی در ادامه روند مذاکرات مربوطه را دارند. برخی از این سیاستمداران راست‌گرا از اینکه حل پرونده هسته‌ای ایران، بدون مداخله نمایندگان در روند مذاکرات مربوطه انجام شده، گله‌مند هستند و نگران کاهش نفوذ سیاسی خود می‌باشند. برخی دیگر نیز که دشمنی با آمریکا را یک موضوع ذاتی و غیرقابل تغییر قلمداد می‌کنند، عادی‌سازی روابط با آمریکا را در تضاد با اندیشه‌های خود ارزیابی می‌کنند و نگران هستند در صورت حصول این رابطه نزدیک، گفتمان آن‌ها در جامعه ایران شکست بخورد. گروه دیگری از سیاستمداران مخالف ایرانی که به گروه‌های سرمایه‌دار مرتبط هستند، نگران عادی‌سازی روابط ایران با جامعه جهانی و از بین رفتن محیط انحصاری واردات کالا و تولید برخی محصولات در داخل ایران هستند که منافع اقتصادی آن‌ها را به خطر می‌اندازد، شماری از شرکت‌های ایرانی فعال در بخش‌های خودروسازی، صنایع غذایی و محصولات پتروشیمی، از جمله این مراکز هستند که از غیر رقابتی شدن بازار ایران به واسطه اعمال تحریم‌ها سودهای هنگفتی کرده‌اند که ممکن است با حصول توافق ایران با کشورهای غربی، این روند متوقف شود.

### واکنش‌های رسمی
سازمان‌های بین‌المللی
- سازمان ملل متحد: بان کی‌مون، دبیرکل سازمان ملل متحد، از این توافق استقبال کرد و از کشورهای امضاکننده خواست «هر کاری که برای ساختن این آغاز سازنده می‌توان انجام داد، انجام دهند.»[۵] او همچنین ابراز امیدواری کرد تا این توافق بتواند به نگرانی‌های بین‌المللی دربارهٔ آینده هسته‌ای ایران پایان دهد.[۶] او همچنین از کشورهای جهان خواست تا به فرایند یک توافق بلندمدت که همه از آن سود می‌برند کمک کنند.[۶]
- آژانس بین‌المللی انرژی اتمی: یوکیا آمانو، دبیرکل آژانس بین‌المللی انرژی اتمی، با نتشار بیانیه‌ای نوشت: «آژانس بین‌المللی انرژی اتمی از این توافق که در ژنو حاصل‌شد استقبال می‌کند، توافقی که یک قدم رو به جلو برای رسیدن به توافق ۱۱ نوامبر آژانس و سازمان انرژی اتمی ایران در تهران است.»[۶]

کشورهای مستقل
- عربستان سعودی: دولت عربستان در نخستین بیانیه رسمی خود اظهار کرد در صورتی که در توافق هسته‌ای ایران و گروه پنج، اضافه حسن نیت وجود داشته باشد، این اقدام گامی در جهت حل جامع مسئله هسته‌ای ایران خواهد بود.[۷]
- امارات متحده عربی: خبرگزاری دولتی این کشور نوشت که کابینه امارات از این توافق استقبال کرده و ابراز امیدواری کرده‌است که این توافق گامی رو به جلو برای رسیدن به توافقی دائمی باشد که از ثبات منطقه حفاظت کند و منطقه را از تنش و خطر گسترش [سلاح‌های] هسته‌ای حفظ کند.[۶]
- جمهوری عربی سوریه: مقامات دولتی سوریه از توافق استقبال کردند.[۶]
  - عمران الزعبی، وزیر اطلاع‌رسانی سوریه، توافق را «یک پیروزی برای منطق گفتگو و کار سیاسی علیه منطق تهدید، اولتیماتوم‌دهی، چالش و جنگ» دانست و دولت اسرائیل و عربستان سعودی را به «ترجیح‌دادن زور، تهدید و مداخله بر منطق گفتگو» متهم نمود.[۶]
  - یک منبع بدون‌نام در وزارت خارجه سوریه، توافق را «تاریخی» خواند و گفت که توافق در عین حفظ منافع ایران، حق ایران برای استفاده از انرژی هسته‌ای را به رسمیت می‌شناسد.[۶]
- جمهوری عربی مصر: نبیل فهمی، وزیر خارجه مصر، از توافق استقبال کرد. در بیانیه‌ای که سخنگوی او منتشر کرده، آمده‌است که این توافق «نگرانی‌های امنیتی همه کشورهای منطقه را رفع می‌کند».[۶]
- دولت اسرائیل: واکنش عمومی مقامات اسرائیل به این توافق منفی بود.[۸]
  - بنیامین نتانیاهو، نخست‌وزیر اسرائیل، در یک کنفرانس خبری این توافق را به شدت محکوم کرد و آن را یک «اشتباه تاریخی» توصیف کرد.[۸] سخنگوی نخست‌وزیری نیز اعلام کرد که «اسرائیل همیشه حق دفاع از خود را برای خود محفوظ می‌داند.»[۸]
  - شیمون پرز، رئیس‌جمهور اسرائیل، با انتشار بیانیه‌ای در خصوص این توافق نوشت:

«من مایلم به مردم ایران اعلام کنم: شما دشمن ما نیستید، ما هم دشمن شما نیستیم. امکان حل این مسئله از طریق دیپلماسی وجود دارد. این دست شماست. تروریسم را رد کنید. برنامه [هسته‌ای] را متوقف کنید. ساخت موشک‌های دوربرد را متوقف کنید. اسرائیل، مانند بقیهٔ اعضای جامعه جهانی راه‌حل دیپلماتیک را ترجیح می‌دهد... جامعه جهانی ایران هسته‌ای را برنمی‌تابد. اگر راه‌حل دیپلماتیک جواب ندهد، با گزینه‌های دیگری جلوی هسته‌ای‌شدن گرفته‌خواهد شد. راه‌های جایگزین خیلی بدتر خواهند بود».
- جمهوری ترکیه: عبدالله گل، رئیس‌جمهور ترکیه، در این باره گفت: «این یک گام بلند رو به جلوست. امیدوارم به‌زودی با یک توافق نهایی خاتمه پیداکند. من به همه طرف‌ها به خاطر رابطه سازنده‌شان تبریک می‌گویم».[۶]
- جمهوری لبنان: عدنان منصور، وزیر خارجه لبنان، از این توافق استقبال کرد و آن را «نقطه عطف مهمی در روابط ایران و غرب، به ویژه روابط ایران و آمریکا» نامید و افزود «بی‌شک این توافق یک پیروزی بزرگ برای ایران با توجه به دراختیارگرفتن حق [استفاده] فناوری صلح‌آمیز هسته‌ای و غنی‌سازی اورانیوم در خاک خود است، حقی که غربی‌ها قبلاً انکار می‌کردند».[۹]
- پادشاهی بحرین: خالد بن احمد آل‌خلیفه، وزیر خارجه بحرین، در کنفرانس خبری گفت: «اگر این توافق به وحشت [وجود] سلاح‌های کشتار جمعی در منطقه پایان دهد، از آن استقبال می‌کنیم».[۱۰]
- پادشاهی سوئد: کارل بیلت، وزیر امور خارجه سوئد، در دیدار مجید تخت روانچی ضمن استقبال از توافق ژنو، ابراز امیدواری کرد همکاری مشترک دو طرف مانع از موفقیت اسرائیل در کارشکنی در این توافقنامه شود. بیلت آمادگی کشورش را در جهت پیشبرد این توافقنامه اعلام کرد.[۱۱]

دولت‌ها و سازمان‌های سیاسی-نظامی
- حماس: حماس این توافق را «نشانه‌ای از قدرت روزافزون و برتری ایران» دانست.[۱۰]
- حزب‌الله لبنان: حزب‌الله در بیانیه‌ای که در این مورد منتشر کرده، توافق را «پیروزی بزرگ» برای ایران نامیده و نوشته‌است: «آنچه در این توافق به دست آمد، یک پیروزی بزرگ برای ایران و همه مردم منطقه و یک شکست برای دشمنان این مردم است».[۱۲]
- حکومت خودگردان فلسطین: محمود عباس، رئیس‌جمهور حکومت خودگردان فلسطین، این توافق را «یک پیام مهم برای اسرائیل تا بداند صلح تنها راه‌حل در خاورمیانه است» خواند.[۵]

### چهره‌های جهانی
- محمد البرادعی دبیرکل پیشین آژانس بین‌المللی انرژی اتمی از این اتفاق استقبال کرد و در توئیتر نوشت: «پس از یک دهه سیاست‌های شکست‌خورده، دنیا بهتر است با ایران کنار بیاید. برابری، اعتمادسازی، احترام و گفتگو کلید حل هر مناقشه‌ای هستند».[۱۰]
- هانس بلیکس، مدیر کل سابق آژانس بین‌المللی انرژی اتمی با استقبال از توافق ایجاد شده میان ایران و گروه ۱+۵ اظهار داشت «این همکاری می‌تواند دنیا را به مکانی امن‌تر تبدیل کند».[۱۳]

### افکار عمومی
بر اساس نظرسنجی مؤسسه ایپسوس، ۴۴ درصد آمریکایی‌ها با این توافق‌نامه موافق و ۲۲ درصد مخالف آن بودند. در صورت به نتیجه نرسیدن این توافق موقت،  ۴۹ درصد رأی به اعمال تحریم‌های بیشتر علیه ایران، ۳۱ درصد رأی به پی‌گیری مسئله از طریق دیپلماسی و گفتگو، و ۲۰ درصد رأی به اقدام نظامی دادند.

## مرحله تکمیلی مذاکرات
در هفته دوم دسامبر ۲۰۱۳ مذاکراتی بین هیئت ایرانی و هیئت اتحادیه اروپا برای پیگیری مواد توافق‌نامه ژنو برگزار شد. این مذاکرات در حال رسیدن به موفقیت‌هایی بود که ناگهان تیم ایرانی جلسات را ترک گفته و بدون هیچ توضیحی به ایران بازگشت.
در رابطه با علت بازگشت هیئت ایرانی گمانه زنی اصلی بر روی تحریم‌های جدیدی است که روز ۵ شنبه ۱۲ دسامبر از سوی خزانه داری آمریکا نسبت به برخی شرکت‌های چند ملیتی و چند تن از افراد حقیقی و حقوقی ایرانی انجام گرفت. مرضیه افخم و عباس عراقچی به این تحریم‌ها واکنش نشان داده و آن را "مخالف روح توافق ژنو" خواندند و روسیه نیز با این اقدام آمریکا مخالفت نمود. اما اشتون بازگشت هیئت ایرانی را به علت پیچیدگی مذاکرات دانست و به مانند وزیر خارجه آمریکا کری عنوان داشت که در روزهای اینده تیم ایرانی به ژنو باز خواهد گشت.